# Тутова, Лариса Николаевна
Лариса Николаевна Тутова (род. 18 октября 1969 года Песчанокопское, Ростовская область, РСФСР, СССР) — российский государственный деятель, депутат Государственной Думы VII созыва и VIII созыва, член Комитета Государственной Думы по просвещению, член фракции «Единая Россия».
Из-за поддержки российско-украинской войны — под санкциями 27 стран ЕС, Великобритании, США, Канады, Швейцарии, Австралии, Японии, Украины, Новой Зеландии.

## Биография
В 1991 году окончила Ростовский педагогический институт по специальности учитель истории, обществоведения и советского права. В 2008 году повышала квалификацию в Южном федеральном университете, в 2013 году в Российской академии народного хозяйства и государственной службы при Президенте РФ.
В 1991—2010 годах — учитель-педагог МБОУ Песчанокопская средняя общеобразовательная школа № 1 имени Г. В. Алисова.
В 2010—2013 годах — заместитель директора, директор МБОУ Песчанокопская средняя общеобразовательная школа № 1 имени Г. В. Алисова.
В 2013—2016 годах — депутат Законодательного Собрания Ростовской области. Председатель комитета по молодёжной политике, физической культуре, спорту и туризму, член комитета по законодательству, государственному строительству и правопорядку фракции Единая Россия. Руководила партийным проектом ВПП «Единая Россия» «Детские сады детям» в Ростовской области.
В 2016 году по итогам предварительного голосования Единой России заняла 1 место (75,24 % голосов) по Ростовскому одномандатному округу № 149.
С 2016 по 2019 год, в течение исполнения полномочий депутата Государственной Думы VII созыва, выступила соавтором 79 законодательных инициатив и поправок к проектам федеральных законов.
Член Общественного совета федерального партийного проекта «Новая школа». Региональный координатор партийного проекта «Новая школа» в Ростовской области. Руководитель Всероссийской общественной организации «Воспитатели России». Председатель Попечительского Совета Детского Университета при ДГТУ. Сопредседатель оргкомитета конкурса «Педагогический дебют». Преподаватель дисциплины «Коммуникационное проектирование в государственной сфере» в Донском государственном техническом университете (ДГТУ).
Постоянный участник и соорганизатор литературных конкурсов, педагогических форумов и конференций, межвузовских и школьных соревнований.
Удостоена знака отличия «За благодеяние». Почетный работник общего образования Российской Федерации.
Вдова, двое взрослых детей. Супруг Александр Тутов был фермером в селе Песчанокопское. 24 февраля 2021 погиб в ДТП.

## Депутат ГД

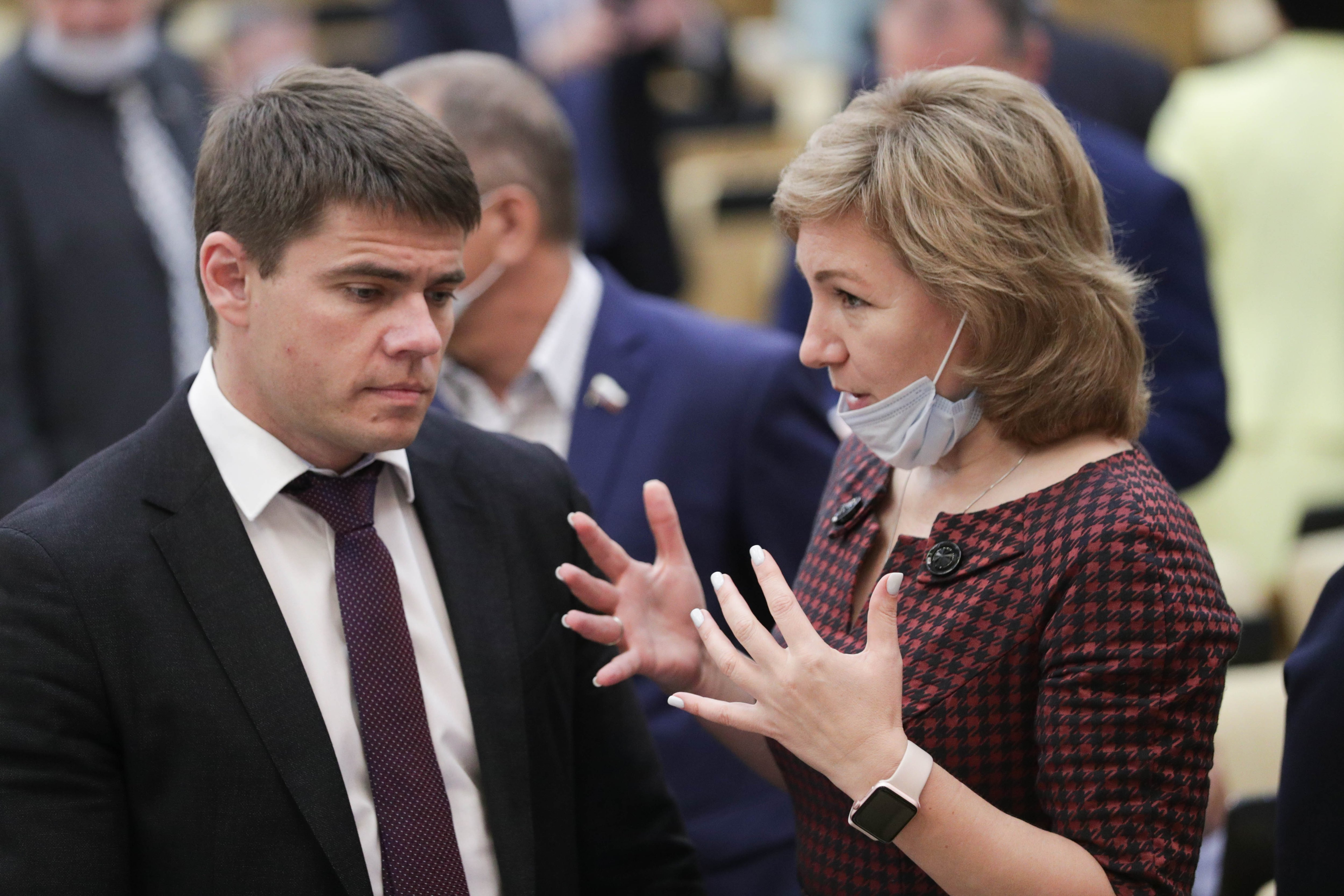
Сергей Боярский и Лариса Тутова на пленарном заседании в Госдуме, 2021 год

18 сентября 2016 избрана депутатом Государственной Думы 7 созыва, 5 октября избрана заместителем председателя Комитета Государственной Думы по образованию и науке. Несмотря на свой федеральный статус Заместителя Председателя Комитета по образованию и науке ГД, федеральной депутатской деятельности в других субъектах не проводила, ограничивая её в пределах своей Ростовской области.
В 2017 году вошла в члены Генерального Совета «Единой России». Выступила с законопроектом «О патриотическом воспитании в Российской Федерации». В декабре 2017 года назначена Координатором федерального партийного проекта Единой России «Детские сады — детям», сменив на этом посту Алёну Аршинову.
В 2021 году по итогу выборов в Государственную думу VIII созыва переизбрана депутатом ГД по одномандатному округу, получив 52 % голосов.

## Международные санкции
Из-за поддержки российской агрессии и нарушения территориальной целостности Украины во время российско-украинской войны находится под персональными международными санкциями разных стран.
23 февраля 2022 года, на фоне вторжения России на Украину, включена в санкционный список Евросоюза, так как «поддерживала и проводила действия и политику, которые подрывают территориальную целостность, суверенитет и независимость Украины, которые еще больше дестабилизируют Украину».
24 февраля 2022 года включена в санкционный список Канады «близких соратников режима» за голосование о признании независимости «так называемых республик в Донецке и Луганске».
24 марта 2022 года, на фоне вторжения России на Украину, включена в санкционный список США за «соучастие в войне Путина» и «поддержку усилий Кремля по вторжению в Украину», Госдеп США заявил что депутаты Госдумы используют свои полномочия для преследования инакомыслящих и политических оппонентов, нарушают свободу информации, ограничивают права человека и основные свободы граждан России.
По аналогичным основаниям, с 11 марта 2022 года находится под санкциями Великобритании. С 25 февраля 2022 года находится под санкциями Швейцарии. С 26 февраля 2022 года находится под санкциями Австралии. С 12 апреля 2022 года находится под санкциями Японии. Указом президента Украины Владимира Зеленского от 7 сентября 2022 находится под санкциями Украины. С 3 мая 2022 года находится под санкциями Новой Зеландии.